# Bogusław Kowalski
Bogusław Kowalski (ur. 23 października 1964 w Mirczu) – polski polityk, historyk, dziennikarz, publicysta.
Poseł na Sejm V i VI kadencji, w latach 2006–2007 sekretarz stanu w Ministerstwie Transportu, były prezes Stronnictwa Narodowo-Demokratycznego, Stronnictwa Narodowego i Ruchu Ludowo-Narodowego. W latach 2016–2018 prezes zarządu TK Telekom.

## Życiorys
W 1987 ukończył studia na Wydziale Historycznym Uniwersytetu Warszawskiego, a w 1992 także studia doktoranckie na tej uczelni. Od 1988 do 1992 był asystentem w Zakładzie Naukowym Naczelnej Dyrekcji Archiwów Państwowych. W 1992 pracował w redakcji „Nowego Świata”. Od 1993 do 1997 pełnił funkcję redaktora naczelnego „Myśli Polskiej”. Następnie został przewodniczącym rady programowej tego pisma. Równocześnie pracował w Radiu Niepokalanów. Należy do Polskiego Towarzystwa Gimnastycznego „Sokół”.
W latach 80. działał w Polskim Związku Katolicko-Społecznym. Od 1983 do 1987 kierował strukturami regionalnymi PZKS. Od 1987 do 1990 należał do Niezależnego Zrzeszenia Studentów. W latach 1991–1999 działał w Stronnictwie Narodowo-Demokratycznym. Faktycznie kierował SND, którego przewodniczącym był Jan Tomasz Zamoyski. Przed wyborami prezydenckimi w 1995 był rzecznikiem prasowym sztabu Lecha Wałęsy, a następnie został rzecznikiem Ruchu Solidarni w Wyborach. W 1998 został prezesem SND, a w 1999 objął funkcję prezesa Stronnictwa Narodowego, powstałego w wyniku zjednoczenia SN i SND. Przed wyborami prezydenckimi w 2000 był szefem sztabu wyborczego Tadeusza Wileckiego. Bez powodzenia kandydował do parlamentu w 1991 z ramienia Narodowego Komitetu Wyborczego, w 1993 z listy Bezpartyjnego Bloku Wspierania Reform oraz w 1997 i 2001 z listy Polskiego Stronnictwa Ludowego. W wyborach samorządowych w 1998 bezskutecznie ubiegał się o mandat radnego sejmiku mazowieckiego z listy koalicji Ruch Patriotyczny Ojczyzna.
W maju 2001 współtworzył Ligę Polskich Rodzin. Do stycznia 2002 pełnił funkcję przewodniczącego Kongresu LPR. Kierował też strukturami partii m.in. w powiecie mińskim i województwie mazowieckim. Od 2002 do 2005 był radnym sejmiku mazowieckiego i członkiem zarządu, a następnie wicemarszałkiem województwa. Równocześnie przewodniczył Radzie Gospodarki Morskiej Wisły Środkowej oraz był wiceprezydentem Europejskiej Sieci Regionów Chemicznych. W 2004 z listy Ligi Polskich Rodzin bez powodzenia kandydował do Parlamentu Europejskiego, a w 2005 został liczbą 6274 głosów wybrany na posła V kadencji w okręgu siedleckim. Do maja 2006 przewodniczył Komisji Infrastruktury.
Według katalogów opublikowanych przez Instytut Pamięci Narodowej Bogusław Kowalski w 1987 został zarejestrowany przez Służbę Bezpieczeństwa jako TW „Mieczysław”. W 2008 IPN zawiadomił, że po analizie materiału archiwalnego nie znalazł podstaw do zakwestionowania jego oświadczenia lustracyjnego, w którym polityk zaprzeczał współpracy ze służbami specjalnymi PRL.
W 2006 odszedł z LPR i współtworzył Narodowe Koło Parlamentarne, którego został przewodniczącym. 22 września 2006 przystąpił do powstałego wówczas klubu parlamentarnego Ruchu Ludowo-Narodowego, który w grudniu tego samego roku się rozpadł. Został także prezesem stowarzyszenia Polska Unia Samorządowa. Od 18 grudnia 2006 był posłem koła Ruch Ludowo-Chrześcijański. W 2007 stanął na czele współtworzonej przez posłów RLCh partii Ruch Ludowo-Narodowy. Od 23 maja 2006 do 23 listopada 2007 pełnił funkcję sekretarza stanu w Ministerstwie Transportu. W wyborach parlamentarnych w 2007 po raz drugi uzyskał mandat poselski, kandydując z listy Prawa i Sprawiedliwości i otrzymując 7259 głosów. W styczniu 2011 przeszedł z RLN do PiS. W wyborach parlamentarnych w tym samym roku bez powodzenia ubiegał się o reelekcję z listy tej partii (otrzymał 5196 głosów). W 2012 został wybrany na prezesa Polskiego Stowarzyszenia Morskiego-Gospodarczego im. Eugeniusza Kwiatkowskiego.
Od 2012 do 2015 był ekspertem, dyrektorem i następnie jednym z partnerów w Zespole Doradców Gospodarczych TOR. W grudniu 2015 został nominowany przez ministra infrastruktury i budownictwa na stanowisko prezesa Polskich Kolei Państwowych. Zrezygnował z tego stanowiska 13 grudnia 2015 w związku z pojawieniem się w mediach oskarżeń o współpracę ze Służbą Bezpieczeństwa. W listopadzie 2016 został prezesem kolejowej spółki TK Telekom, pełnił tę funkcję do 2018. Od 2020 był prezesem zarządu przedsiębiorstwa kolejowego Olkol z Oleśnicy.